# Kuldīga distrikt
Kuldīga distrikt (lettiska: Kuldīgas rajons) var till 2009 ett administrativt distrikt i Lettland, beläget i den västra delen av landet, ca 140 kilometer från huvudstaden Riga. Distriktet angränsar med distrikten Ventspils  i norr, Liepāja i söder och  Saldus  i väster.
Den största staden är Kuldīga med 12 981 invånare.